# Jan Tomasz Lipski
Jan Tomasz Lipski (ur. 1 stycznia 1953) – polski socjolog i publicysta, działacz opozycji w Polskiej Rzeczypospolitej Ludowej.

## Życiorys
Jest synem Jana Józefa Lipskiego i Marii Lipskiej, z. d. Stabrowskiej. Jego siostrą jest Agnieszka Lipska-Onyszkiewicz.
Należał do działaczy Sekcji Kultury warszawskiego Klubu Inteligencji Katolickiej, od 1971 był członkiem kierownictwa sekcji, od przełomu 1972/1973 do 1975 jej sekretarzem, a także członkiem zarządu KIK w kadencji 1974/1975, 1975/1976, 1976/1977, 1977/1978. W roku akademickim 1974/1975 uczestniczył w niezależnym seminarium historycznym, w którym udział brali także m.in. późniejsi działacze opozycji z kręgu komandosów, Gromady Włóczęgów i Sekcji Kultury KIK. W grudniu 1975 należał do sygnatariuszy jednego z listów przeciwko zmianom w Konstytucji PRL. Uczestniczył w akcji pomocy robotnikom represjonowanym w Radomiu po wydarzeniach czerwca 1976, m.in. we wrześniu i październiku tegoż roku obserwował procesy prześladowanych. Współpracował z Komitetem Samoobrony Społecznej „KOR”, w tym z Biuletynem Informacyjnym KSS „KOR”. W styczniu 1979 został pobity przez milicjantów w czasie wizyty w Katowicach w związku ze sprawą przebywającego wówczas w areszcie Kazimierza Świtonia, wspierał także działalność Komitetu Samoobrony Chłopskiej Ziemi Grójeckiej działającego w Zbroszy Dużej. 13 grudnia 1981 został internowany, przebywał w Białołęce, następnie w Rzeszowie-Załężu i Uhercach, został zwolniony w grudniu 1982.
Studiował socjologię na Uniwersytecie Warszawskim. W 1978 obronił pracę magisterską Wzory zachowań nauczycieli w sytuacjach konfliktowych. Norma obrony autorytetu i jej funkcje w życiu szkoły napisaną pod kierunkiem Mirosławy Marody.
W grudniu 1983 poślubił Katarzynę Wojtkowską (zm. 2016).
W 2006 został odznaczony Krzyżem Oficerskim Orderu Odrodzenia Polski.

## Publikacje książkowe
- Piotr Krasucki, Urszula Doroszewska, Jan Tomasz Lipski: Socjomedyczna pamiątka po komunie. 1991. s. 96. OCLC 749526000.
- Z samorządem na ty: przewodnik. Jan Tomasz Lipski, Dorota Stempniak (red.). Warszawa: Miasto Stołeczne Warszawa, 2008, s. 120. ISBN 978-83-60830-07-9.

Przekłady
- Susanne Watzke-Otte: Small talk : jak prowadzić swobodną rozmowę towarzyską po polsku i po angielsku. Jan Tomasz Lipski (tłum.). Warszawa: BC Edukacja, 2008, s. 194. ISBN 978-83-61059-77-6.
- Gordon Cullen: Obraz miasta = The concise townscape. Ewa Kipta, Jan Tomasz Lipski (tłum.). Lublin: Ośrodek Brama Grodzka - Teatr NN, 2011, s. 205. ISBN 978-83-61064-22-0.